# Liste von Schiffen mit dem Namen Sürat
Sürat (türkisch Sürat = Geschwindigkeit) ist der Name von Schiffen der osmanischen und türkischen Marine:

## Namensträger
| Bezeichnung | Schiffsart                       | Klasse / Typ | Baujahr | Bauwerft                                 | Eigner | Dienstzeit | Verbleib |
| ----------- | -------------------------------- | ------------ | ------- | ---------------------------------------- | ------ | ---------- | -------- |
| Sürat       | 1801 Schmack, ab 1822 Raddampfer |              | 1801    | Nicholls Booles & William Good, Bridport |        |            |          |
| Sürat       | Schlepper                        |              | 1911    |                                          |        |            |          |